# The Ideal Crash
The Ideal Crash è il terzo album del gruppo musicale belga dEUS, pubblicato dall'etichetta discografica Island Records il 16 marzo 1999.

## I singoli
L'album è stato anticipato nel mese di febbraio dal singolo Instant Street, cui hanno fatto seguito Sister Dew (pubblicato a maggio) e The Ideal Crash (uscito ad ottobre).

## Tracce
1. Put the Freaks Up Front – 5:14
2. Sister Dew – 5:35
3. One Advice, Space – 5:46
4. The Magic Hour – 5:23
5. The Ideal Crash – 5:00
6. Instant Street – 6:15
7. Magdalena – 4:58
8. Everybody's Weird – 4:51
9. Let's See Who Goes Down First – 6:23
10. Dream Sequence #1 – 6:31